# Skilanglauf-Weltcup 1976/77
Der Skilanglauf-Weltcup 1976/77 war eine von der FIS organisierte Wettkampfserie. Der Weltcup begann am 18. Dezember 1976 in Davos und endete am 12. März 1977 in Oslo. Der Weltcup wurde versuchsweise und damit inoffiziell ausgetragen. Weltcuppunkte erhielten die Athleten auf den Plätzen 1 bis 20 (Platz 1 = 26 Punkte, Platz 2 = 22 Punkte, Platz 3 = 19 Punkte, Platz 4 bis Platz 20 absteigend 17 Punkte bis 1 Punkt).  Für die Einzelwertung wurden die besten sechs Platzierungen für die Gesamtwertung gewertet, es ergaben sich vier Streichresultate. Die Gesamtwertung gewann Thomas Wassberg.

## Männer

### Podestplätze Männer
| Datum      | Austragungsort | Disziplin         | Sieger                                                                         | Zweiter                                                           | Dritter                                                                |
| ---------- | -------------- | ----------------- | ------------------------------------------------------------------------------ | ----------------------------------------------------------------- | ---------------------------------------------------------------------- |
| 18.12.1976 | Davos          | 15 km             | Thomas Wassberg                                                                | Stanislav Henych                                                  | Milan Jarý                                                             |
| 19.12.1976 | Davos          | 3 × 10 km Staffel | NorwegenOddvar Brå Odd Martinsen Magne Myrmo                                   | FinnlandRisto Kiiskinen Pertti Teurajärvi Juha Mieto              | SchwedenBenny Södergren Sven-Åke Lundbäck Thomas Wassberg              |
| 23.12.1976 | Telemark       | 15 km             | Matti Pitkänen                                                                 | Oddvar Brå                                                        | Juhani Repo                                                            |
| 09.01.1977 | Kastelruth     | 30 km             | František Šimon                                                                | Jean-Paul Pierrat                                                 | Jiří Beran                                                             |
| 15.01.1977 | Reit im Winkl  | 15 km             | Sergei Saweljew                                                                | Gert-Dietmar Klause                                               | Thomas Wassberg                                                        |
| 22.01.1977 | Le Brassus     | 15 km             | Odd Martinsen                                                                  | Franz Renggli                                                     | Arto Koivisto                                                          |
| 23.01.1977 | Le Brassus     | 3 × 10 km Staffel | NorwegenLars Erik Eriksen Magne Myrmo Odd Martinsen                            | SchweizFranz Renggli Venanz Egger Heinz Gähler                    | FinnlandEsko Lähtevänoja Juhani Repo Arto Koivisto                     |
| 24.02.1977 | Lahti          | 15 km             | Wassili Rotschew                                                               | Juha Mieto                                                        | Gert-Dietmar Klause                                                    |
| 27.02.1977 | Lahti          | 50 km             | Sergei Saweljew                                                                | Thomas Wassberg                                                   | Iwan Garanin                                                           |
| 03.03.1977 | Falun          | 4 × 10 km Staffel | SowjetunionJewgeni Beljajew Nikolai Baschukow Sergei Saweljew Wassili Rotschew | FinnlandEsko Lähtenvänta Matti Korhonen Teemu Pitkänen Juha Mieto | NorwegenKjell Jakob Sollie Lars Erik Eriksen Tore Gullen Odd Martinsen |
| 04.03.1977 | Falun          | 30 km             | Juha Mieto                                                                     | Teemu Pitkänen                                                    | Wassili Rotschew                                                       |
| 10.03.1977 | Oslo           | 15 km             | Juha Mieto                                                                     | Thomas Magnusson                                                  | Ivar Formo                                                             |
| 12.03.1977 | Oslo           | 50 km             | Thomas Magnusson                                                               | Ivar Formo                                                        | Juha Mieto                                                             |

### Weltcupstände Männer
| Endstand (Top 10) |                     |        |
| \| Rang \| Name \| Punkte \| \| ---- \| ------------------- \| ------ \| \| 1 \| Thomas Wassberg \| 113 \| \| 2 \| Juha Mieto \| 93 \| \| 3 \| Thomas Magnusson \| 90 \| \| 4 \| Odd Martinsen \| 86 \| \| 5 \| Sergei Saweljew \| 85 \| \| 6 \| Gert-Dietmar Klause \| 78 \| \| 7 \| Oddvar Brå \| 67 \| \| 8 \| Sven-Åke Lundbäck \| 66 \| \| 9 \| Franz Renggli \| 63 \| \| 10 \| Wassili Rotschew \| 62 \| |                     |        |
| Rang | Name                | Punkte |
| 1 | Thomas Wassberg     | 113    |
| 2 | Juha Mieto          | 93     |
| 3 | Thomas Magnusson    | 90     |
| 4 | Odd Martinsen       | 86     |
| 5 | Sergei Saweljew     | 85     |
| 6 | Gert-Dietmar Klause | 78     |
| 7 | Oddvar Brå          | 67     |
| 8 | Sven-Åke Lundbäck   | 66     |
| 9 | Franz Renggli       | 63     |
| 10 | Wassili Rotschew    | 62     |